# 코 끝에 걸린 사나이
《코 끝에 걸린 사나이》(영어: The Hard Way)는 1991년 개봉한 미국의 버디 경찰 액션 코미디 영화이다. 존 배덤이 연출하고, 마이클 J. 폭스와 제임스 우즈가 연쇄살인범을 함께 쫓는 두 주인공을 맡았다. 그 외에 스티븐 랭, 애너벨라 쇼라, 델로이 린도, LL 쿨 J 등이 출연하였다.
평과 흥행 양면에서 성공하였다.

## 줄거리
할리우드 인기 액션 배우 닉 랭은 새로 제작되는 수사 드라마에서 주인공인 거친 경찰 역을 맡고 싶어한다. 닉은 오디션 준비를 하면서 연기의 진정성을 살릴 방법을 모색한다. 마침 닉은 텔레비전 뉴스에서 연쇄살인범 파티 크래셔를 현장에서 놓친 냉소적인 뉴욕 경찰국 형사 존 모스 경위가 카메라에 대고 험악하게 말을 내뱉는 모습을 보고 영감을 얻는다.
닉은 뉴욕 시장 데이비드 딩킨스와의 연줄을 이용한 뒤 자신의 팬인 브릭스 경감을 구슬러 존의 새 파트너가 된다. 닉의 안전 확보를 위해 존은 파티 크래셔 사건에서 배제된다.
닉은 끊임없이 존을 따라하고 질문 공세를 끝없이 쏟아내며 존을 귀찮게 한다. 존은 닉을 떼어내려고 애쓰는 가운데 잘릴 각오를 하고 계속 수사를 진행한다.

## 출연
- 마이클 J. 폭스 - 닉 랭 역
- 제임스 우즈 - 존 모스 경위 역
- 스티븐 랭 - 더 파티 크래셔 역
- 애너벨라 쇼라 - 수전 역
- 존 캐퍼디치 - 그레이니 형사 역
- 델로이 린도 - 브릭스 경감 역
- 루이스 구스만 - 베니 풀리 형사 역
- LL 쿨 J - 빌리 형사 역
- 메리 마라 - 차이나 형사 역
- 크리스티나 리치 - 보니 역
- 페니 마셜 - 앤지 역
- 조지 청 - 마약상 역
- 단테이 "모스 데프" 스미스 - 데드 로미오 단원 역
- 캐시 너지미 - 닉의 걸 프라이데이 역
- 마이클 배덜루코

## 제작

### 섭외
개발 초기에 테드 댄슨과 잭 니컬슨이 출연 제의를 받았다. 케빈 클라인과 진 해크먼의 조합도 고려된 바 있다. 마이클 J. 폭스는 출연 계약을 한 뒤 직접 상대역 배우로 제임스 우즈를 제안하였다.

## 우리말 녹음
SBS 성우진
- 장세준 - 닉 랭(마이클 J. 폭스)
- 송두석 - 존 모스(제임스 우즈)
- 강구한 - 파티 크래셔(스티븐 랭)
- 송도영 - 수전(애너벨라 쇼라)
- 한상덕 - 그레이니(존 캐퍼디치)
- 노민 - 반장(델로이 린도)
- 이종오 - 흑인(빌 코브스)
- 최문자 - 앤지(페니 마셜)
- 순동운 - 핫도그 상인(데이비드 소스나)
- 장승길 - 베니(루이스 구스만)
- 유동현 - 빌리(LL 쿨 J)
- 박수옥 - 보니(크리스티나 리치)
- 김강산 - 흑인(커티스 매클래린)
- 박규웅 - 강도(레이프 라이델)
- 차명화 - 차이나(메리 마라)
- 서문석 - 강도(조니 샌체즈)
- 문관일 - 강도(조지프 트리피)
- 박미선 - 닉의 매니저(캐시 너지미)